# Nardoclupea grandei
Nardoclupea grandei è un pesce osseo estinto, appartenente ai clupeiformi. Visse nel Cretaceo superiore (Campaniano - Maastrichtiano, circa 72 milioni di anni fa) e i suoi resti fossili sono stati ritrovati in Italia.

## Descrizione
Questo pesce dal corpo slanciato era solitamente lungo 20 - 25 centimetri, ma vi sono alcuni esemplari lunghi quasi 40 centimetri. Era quindi un pesce di dimensioni medio-grandi, dal corpo fusiforme, la cui testa è circa un quarto della lunghezza totale. Alcuni caratteri tipici di Nardoclupea sono il mesetmoide stretto e allungato, l’orbitosfenoide piccolo, la mascella superiore corta, con o senza denti a seconda dei casi, caratteristica quest’ultima comune alla mandibola inferiore. Ha inoltre 54 o 55 vertebre, di cui 40/42 addominali.

## Classificazione
Nardoclupea è un rappresentante tipico dei clupeiformi, il grande gruppo di pesci ossei al quale appartengono aringhe, acciughe e sardine, e in particolare è stato ascritto alla famiglia Clupeidae. Sembra che Nardoclupea fosse uno dei più antichi rappresentanti della sottofamiglia Dussumieriinae, tuttora rappresentata. 
Nardoclupea grandei venne descritto per la prima volta da Louis Taverne, sulla base di resti fossili ritrovati nei pressi di Nardò, in provincia di Lecce. 

## Paleoecologia
Lo studio di uno dei paratipi di questa specie ha evidenziato, grazie a dei residui alimentari rinvenuti all’interno dell’intestino, che questa era una specie predatrice di pesci di piccola taglia. 